# Caduta del fascismo
Con caduta del fascismo (indicata anche come 25 luglio 1943 o semplicemente 25 luglio) ci si riferisce a una serie di avvenimenti che si susseguirono in Italia dalla primavera del 1943, culminando nella riunione del Gran consiglio del fascismo del 24-25 luglio dopo la quale venne decisa la deposizione di Benito Mussolini.
Gli eventi furono il risultato di manovre politiche parallele avviate dal gerarca Dino Grandi e dal re Vittorio Emanuele III, il cui esito finale fu la caduta del governo fascista dopo quasi ventuno anni, l'arresto di Mussolini e la conseguente nomina da parte del re di un nuovo capo del governo, il maresciallo d'Italia Pietro Badoglio.
La riunione del massimo organo collegiale del fascismo iniziò alle 18:15 del 24 luglio. La votazione sull'ordine del giorno presentato da Dino Grandi, che prevedeva la sfiducia a Mussolini, avvenne alle 2:30 del 25 luglio: 19 votarono a favore, 8 furono contrari, 1 si astenne. Gli ordini del giorno erano a firma di (1) Grandi; (2) Farinacci; (3) Scorza; dopo che il primo fu accolto, Mussolini dispose di non mettere ai voti gli altri due.

## Contesto storico

### Le prime crisi politico-militari
Per l'Italia la situazione all'inizio del 1943 appariva del tutto negativa: il collasso del fronte africano il 4 novembre 1942 e la riconquista alleata del Nordafrica la stavano esponendo al rischio dell'invasione da parte delle forze angloamericane.
Il 31 gennaio 1943 fu nominato il nuovo Capo di Stato maggiore, il generale Vittorio Ambrosio, un piemontese devoto al re e ostile ai tedeschi. Ambrosio era persuaso che la guerra fosse perduta, ma non avrebbe mai contemplato di prendere un'iniziativa personale per cambiare la situazione senza prima consultarsi con Vittorio Emanuele. Ambrosio, coadiuvato dal suo braccio destro, Giuseppe Castellano, e da Giacomo Carboni (entrambi avrebbero poi giocato un ruolo chiave nei successivi avvenimenti che avrebbero portato all'armistizio dell'8 settembre 1943), lentamente procedettero a occupare diverse posizioni strategiche nelle forze armate nominando ufficiali fedeli al re. Inoltre, Ambrosio cercò di riportare in Italia quante più truppe possibile tra quelle impegnate all'estero, ma fu difficile farlo senza suscitare il sospetto dei tedeschi.
I militari si aspettavano un segnale da Vittorio Emanuele, ma il sentimento che i giorni della monarchia fossero comunque contati, quale che fosse l'esito della guerra, contribuirono all'inazione di quest'ultimo. Di conseguenza, egli si isolò mantenendosi imperscrutabile da quelli che intendevano conoscerne le intenzioni future. Non è escluso che il re conservasse ancora la sua fiducia in Mussolini, fidando che una volta di più il duce avrebbe salvato la situazione, tanto che ancora dopo uno degli ultimi incontri del luglio 1943 si lasciò sfuggire: «Eppure, quell'uomo ha una gran testa».
Il 6 febbraio Mussolini operò il più profondo rimpasto di governo dei suoi 21 anni di potere fascista. Quasi tutti i ministri furono sostituiti: le teste più importanti a cadere furono quelle del suo genero Galeazzo Ciano, Dino Grandi, Giuseppe Bottai, Guido Buffarini Guidi e Alessandro Pavolini..
In aprile, Mussolini prese altre due importanti decisioni: il 14 aprile sostituì il capo della polizia, Carmine Senise, un uomo del re, con Lorenzo Chierici; cinque giorni dopo cambiò il giovane segretario del partito fascista, Aldo Vidussoni, con Carlo Scorza. Tuttavia, i due più importanti obiettivi dell'operazione, placare la rabbia della popolazione e quella di segmenti del partito fascista, non furono raggiunti, dato che la situazione era troppo compromessa. La salute del duce era un altro fattore di incertezza: gastrite e duodenite di origine nervosa, di cui soffriva da anni, non gli davano tregua. A causa dei suoi malesseri, Mussolini fu spesso costretto a restare in casa, perdendo l'effettivo contatto con gli avvenimenti.
In questa situazione, gruppi appartenenti a quattro differenti circoli - la corte reale, i partiti antifascisti, lo stato maggiore delle forze armate, gli stessi fascisti - iniziarono la ricerca di una via d'uscita.
A corte, la Principessa di Piemonte Maria José del Belgio, moglie dell'erede al trono, aveva sempre sostenuto che l'Italia non avrebbe mai potuto vincere la guerra e che l'unico modo per risparmiare al popolo delle inutili sofferenze era quello di eliminare Mussolini e il fascismo. Nell'ambiente della monarchia ella venne definita da molti l'unico uomo di Casa Savoia. Già a partire dall'estate 1942 stava perseguendo un'azione segreta volta a collegare l'ambiente antifascista direttamente con i Savoia, incontrando personaggi come Luigi Einaudi e lo stesso Pietro Badoglio. In ottobre, stabilì un contatto con monsignor Montini allora sostituto segretario di Stato di papa Pio XII. Di tale incontro informò il ministro della Real Casa Pietro d'Acquarone, che però le comunicò la contrarietà del re nei confronti di qualsiasi mediazione da parte della Santa Sede. Incurante dei rischi che correva, la Principessa di Piemonte si rivolse all'ambasciatore portoghese presso la Santa Sede per sondare se il primo ministro portoghese António de Oliveira Salazar si prestasse a far da tramite per conoscere le condizioni degli alleati in caso di uscita dell'Italia dal conflitto. Ancora nel marzo 1943, nella Villa Caetani di Ninfa, fece incontrare Badoglio con l'altro maresciallo d'Italia Enrico Caviglia, presente Umberto Zanotti Bianco, liberale fortemente contrario al regime, per sensibilizzarli alla drammaticità del momento. Infine nell'aprile successivo la principessa organizzò un incontro "politico" tra l'esponente democristiano Giuseppe Spataro e lo stesso Badoglio che, però, dichiarò che si sarebbe mosso solo per ordine del re. Mussolini, nonostante fosse al corrente delle azioni della principessa, non fece nulla per impedire il suo operato.
In un memorandum datato 24 aprile 1943 ai membri del governo inglese del ministro degli Esteri, Anthony Eden, era scritto che «la serie di sconfitte dell'Asse in Russia e in Africa settentrionale e la difficile condizione del suo corpo di spedizione in Tunisia spingevano gli Italiani ad auspicare una rapida vittoria degli Alleati per poter uscire dalla guerra»; vi si leggeva anche che Vittorio Emanuele III era «un uomo invecchiato, privo di iniziativa, terrorizzato dall'idea che la fine del fascismo avrebbe aperto un periodo di anarchia incontrollabile», che il suo erede Umberto era incapace di passare all'azione (nonostante le pressioni della consorte, Maria José, che costituiva «l'elemento più energico della coppia reale») e che Casa Savoia avrebbe appoggiato un rovesciamento del regime solo in un secondo momento, quando si fosse verificata una sollevazione dell'esercito provocata da Badoglio e dal vecchio maresciallo Caviglia, o una congiura di palazzo orchestrata da «fascisti opportunisti», come Dino Grandi, da industriali e finanzieri, come il conte Giuseppe Volpi di Misurata, che miravano, comunque, a far sopravvivere un «fascismo senza Mussolini» per salvaguardare i loro personali interessi. Insomma, questi gruppi, indipendentemente uno dall'altro, iniziarono i propri intrighi per stabilire contatti con le autorità alleate, ma nessuno di loro comprendeva che la guerra era diventata anche ideologica dopo la Dichiarazione di Casablanca, che stabiliva che gli Alleati avrebbero accettato solo una resa incondizionata dai nemici. Per giunta, gli anglo-americani si aspettavano di intavolare trattative con personalità come il re, non con la principessa Maria José, o altri gruppi, visti con indifferenza.

### Lo sbarco in Sicilia e le sue conseguenze
La caduta di Tunisi, il 13 maggio 1943, cambiò radicalmente la situazione strategica. Ora l'Italia era esposta direttamente all'invasione anglo-americana, e per la Germania divenne imperativo controllare il paese, diventato un bastione esterno del Reich. I tedeschi volevano dislocare più forze di terra in Italia, ma Ambrosio e Mussolini, che volevano preservare l'indipendenza italiana, chiesero solo più aeroplani.
A metà maggio, quindi, il re iniziò a considerare il problema di come uscire dalla guerra: era il pensiero espressogli dal duca Pietro d'Acquarone, ministro della Real Casa, molto preoccupato per il futuro stesso. L'opinione pubblica italiana, che aveva atteso per mesi un segno da parte del re, iniziava a volgersi contro la monarchia. Alla fine di maggio due alte personalità dell'epoca liberale, Ivanoe Bonomi e Marcello Soleri, furono ricevuti da Acquarone e dall'aiutante di campo del re, il generale Puntoni. Entrambi premettero sui consiglieri reali consigliando di far arrestare Mussolini e di nominare un governo militare. Entrambi furono ricevuti dal re, rispettivamente il 2 e l'8 giugno, ma rimasero frustrati per la sua inazione.
Grandi era uno dei gerarchi del regime fascista, stretto collaboratore di Mussolini da più di 20 anni. Considerato più un conservatore di destra che un fascista, vedeva il fascismo come un fenomeno effimero, confinato nella durata della vita di Mussolini. Esperto diplomatico, era stato ministro degli Esteri e ambasciatore nel Regno Unito: fermo nemico della Germania, con una larga cerchia di amicizie nell'establishment britannico (era amico personale di Winston Churchill), era stato spesso considerato il successore naturale di Mussolini. Sebbene personalmente devoto al duce, del cui carattere e dei difetti era ben conscio, era tuttavia convinto che ad alcuni suoi ordini si dovesse disobbedire. Il 25 marzo 1943 il re aveva conferito a Grandi il collare dell'Annunziata, permettendogli così di essere chiamato "cugino del re" e conferendogli facoltà di libero accesso alla Casa reale.
Il 4 giugno il re concesse un'udienza a Dino Grandi, che era ancora il presidente della Camera dei fasci e delle corporazioni, pur essendo stato rimosso dal governo. Fu il loro ultimo incontro prima del 25 luglio. Grandi illustrò al re un proprio ambizioso piano per eliminare Mussolini e difendere l'Italia dai tedeschi. Paragonò Vittorio Emanuele III al suo antenato del XVIII secolo Vittorio Amedeo II, duca di Savoia, che aveva rotto l'alleanza coi francesi passando a quella con gli imperiali, salvando così la dinastia. Il re rispose che si considerava un monarca costituzionale: si sarebbe mosso solo dopo un voto del Parlamento o del Gran consiglio del fascismo per deporre Mussolini. In ogni caso, avrebbe avversato qualsiasi mossa improvvisa che, ai suoi occhi, sarebbe stata considerata come un tradimento. Alla fine dell'udienza, Vittorio Emanuele chiese a Grandi di accelerare la sua azione attivando il Parlamento e il Gran consiglio e concluse con le parole: «Si fidi del suo Re». A Grandi apparve chiara la consapevolezza del Re sulla situazione in atto, anche se permaneva ancora nel sovrano una perniciosa tendenza a procrastinare gli eventi. Grandi tornò quindi nella sua Bologna, attendendo che la situazione evolvesse.
L'11 giugno gli Alleati conquistarono Pantelleria, il primo territorio d'Italia a essere perso. La piccola isola era stata trasformata in presidio ma, dopo una settimana di intensi bombardamenti, ridotta a un cratere fumante, cadde senza quasi opporre resistenza. Dall'interno del fascismo, dopo la caduta di Tunisi e la resa di Pantelleria, fu chiaro a molti che la guerra era ormai perduta.
Contemporaneamente, il 19 giugno 1943, si tenne l'ultima riunione di gabinetto del governo fascista. In quell'occasione, il ministro delle Comunicazioni, senatore Vittorio Cini, uno dei più potenti industriali italiani, attaccò frontalmente Mussolini, dicendogli che era ormai tempo di cercare una via d'uscita alla guerra. Dopo la riunione, Cini si dimise. Era uno dei tanti segni che il carisma del duce era evaporato anche nel suo entourage. Quotidianamente persone devote a Mussolini, agenti dell'OVRA e i tedeschi gli andavano rivelando che diversi intrighi erano in corso per estrometterlo, ma lui non reagì, replicando a ciascuno di loro che leggevano troppi romanzi criminali o che erano affetti da manie di persecuzione.
Il 24 giugno Mussolini tenne l'ultimo importante discorso da primo ministro. Passò alla storia come il "discorso del bagnasciuga", nel quale promise che la sola parte d'Italia che gli anglo-americani sarebbero stati capaci di occupare (ma solo orizzontalmente, cioè come cadaveri) era la battigia, che però definì col termine nautico "bagnasciuga". Per molti italiani, questa confusa, incoerente e pasticciata allocuzione era la prova finale che ormai qualcosa s'era rotto nella lucidità di Mussolini.
La notte del 10 luglio 1943 gli Alleati sbarcarono in Sicilia: sebbene ampiamente attesi, dopo un'iniziale resistenza le forze italiane furono travolte e in diversi casi, come ad Augusta - la piazza più fortificata dell'isola - esse si arresero senza nemmeno combattere. Nei primi giorni sembrava che gli italiani potessero difendere l'isola, ma ben presto divenne chiaro che la Sicilia in poche settimane sarebbe stata persa. Il 16 luglio il sottosegretario agli Esteri Giuseppe Bastianini andò a Palazzo Venezia, sede del governo, per mostrare a Mussolini un telegramma da inviare a Hitler, dove si rimproverava i tedeschi di non aver mandato rinforzi. Ricevuta l'approvazione del duce, il sottosegretario chiese l'autorizzazione a stabilire contatti con gli Alleati. Mussolini fu d'accordo, a condizione di non esser personalmente coinvolto. L'emissario segreto era il banchiere romano Giovanni Fummi, che aveva rapporti d'affari sia con la Banca Morgan che con il Vaticano, il quale avrebbe raggiunto Londra via Madrid o Lisbona.. La sera stessa Bastianini oltrepassò il Tevere, incontrando il cardinale Luigi Maglione, Segretario di Stato Vaticano, che ricevette un documento che illustrava la posizione italiana circa una possibile uscita unilaterale dalla guerra mondiale.
L'invasione Alleata in Sicilia e l'assoluta mancanza di resistenza scioccarono i fascisti, che si domandavano perché Mussolini non facesse nulla. Molti di loro guardavano al re, e altri si volgevano a Mussolini. Il grande problema era trovare un'istituzione adatta per l'azione politica. Quattro erano i consessi: il partito, la Camera dei fasci e delle corporazioni, il Senato e il Gran consiglio. Solo gli ultimi due sembravano adatti: il Senato del Regno, perché c'erano ancora membri antifascisti o nominati prima della dittatura; il Gran consiglio, per la presenza di diversi membri ora contrari a Mussolini.

### L'iniziativa dei militari e l'incontro di Feltre tra Hitler e Mussolini

Vittorio Ambrosio

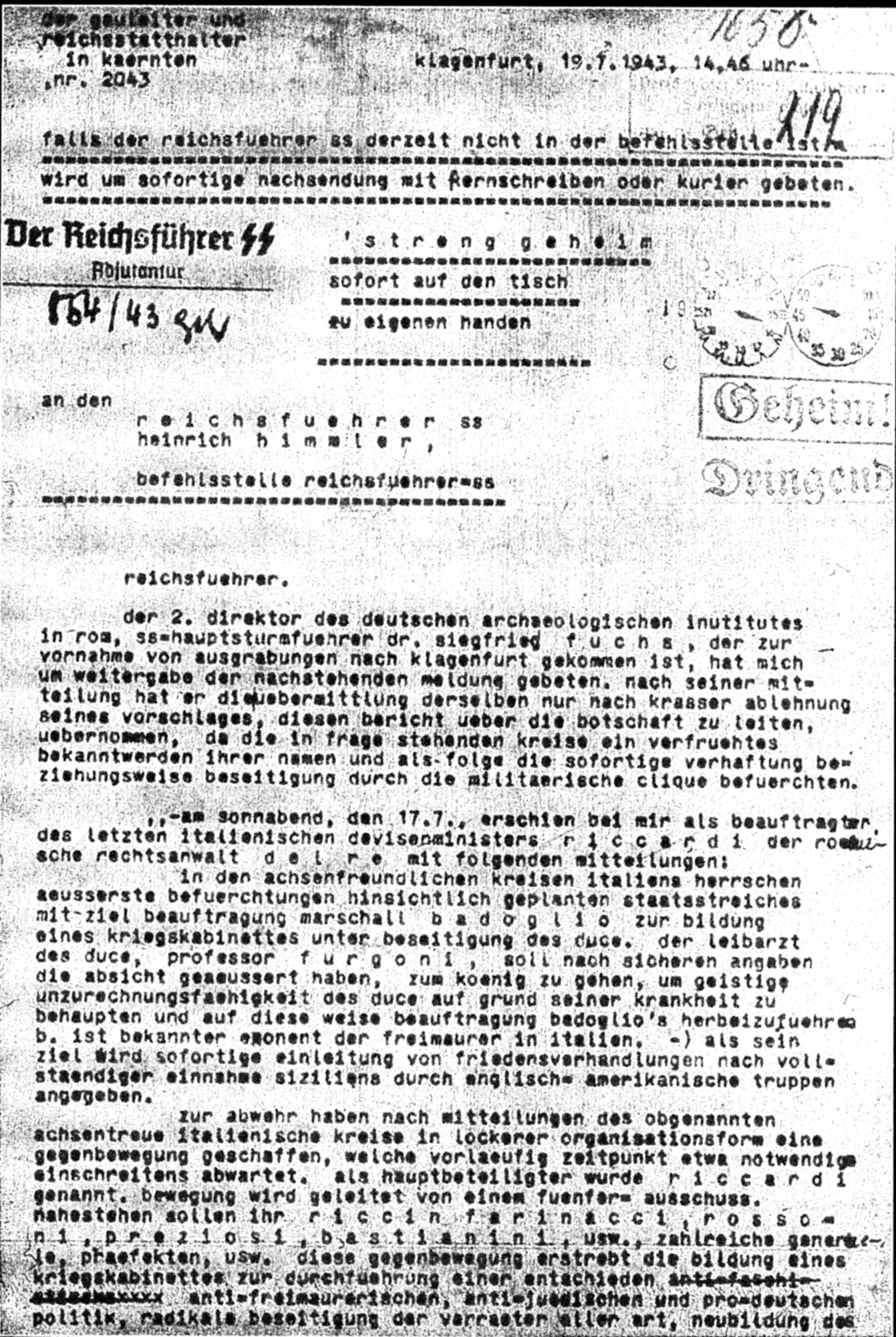
Nota ricevuta da Heinrich Himmler, due giorni prima dell'incontro detto "di Feltre" fra Mussolini e Hitler, che lo informava sulle manovre in corso per deporre il Duce e sostituirlo con Pietro Badoglio. Il documento fa ripetuto riferimento al re Vittorio Emanuele III e alla massoneria.

Contemporaneamente, in ambito militare, era sorta un'iniziativa finalizzata principalmente allo sganciamento dell'Italia dall'alleanza con i tedeschi e al suo passaggio in campo alleato. Ne furono protagonisti il Capo di Stato maggiore generale Vittorio Ambrosio, insieme al suo braccio destro, generale Giuseppe Castellano e il generale di corpo d'armata Giacomo Carboni. Tale azione fu autonoma rispetto a quella interna al Partito fascista, guidata da Dino Grandi, che si concretizzò con l'ordine del giorno presentato al Gran consiglio del fascismo e messo ai voti nella notte tra il 24 e il 25 luglio del 1943. Entrambe le iniziative contavano sull'intervento decisivo del sovrano.
Solo in subordine, almeno inizialmente, i militari miravano alla destituzione di Benito Mussolini, sostituendolo con un elemento di spicco dell'esercito quale Enrico Caviglia o Pietro Badoglio. A favore della candidatura di Caviglia deponevano il suo coraggio, la sua onestà e le posizioni antifasciste, ma il maresciallo era ritenuto troppo anziano per affrontare i nuovi eventi. Badoglio, che aveva rassegnato le proprie dimissioni da Capo di Stato Maggiore dopo la disfatta greca nel 1941, era divenuto un acerrimo nemico di Mussolini. Una collaborazione tra i due marescialli era tuttavia impensabile.
Il tramite del re con i generali Ambrosio, Castellano e Carboni fu il ministro della Real Casa duca Pietro d'Acquarone. Acquarone era più favorevole all'idea di costituire un nuovo governo con Badoglio, piuttosto che con Caviglia, quale Presidente del consiglio, essendo stato suo aiutante di campo. Acquarone era in contatto anche con i politici pre-fascisti Marcello Soleri, Vittorio Emanuele Orlando e con Ivanoe Bonomi ma era contrario a un governo politico. Il 5 luglio Ambrosio fu sondato dal re sull'eventualità di nominare Caviglia o Badoglio alla testa di un governo che avrebbe sostituito quello Mussolini.
In ogni caso, il 15 luglio 1943 il re incontrò Badoglio e lo informò che lo avrebbe nominato nuovo capo del governo. Vittorio Emanuele III gli spiegò che era totalmente contrario a un governo politico, e che in questa fase non avrebbe cercato un armistizio. Due giorni dopo, fu Badoglio ad incontrare gli esponenti antifascisti, ritenendosi già capo del governo in pectore, confidando loro, però, l'impossibilità di un governo politico o soltanto "misto" ma lasciando aperta l'opportunità di un governo "tecnico".
Il crollo dell'esercito in Sicilia in pochi giorni e l'incapacità di resistere indussero Mussolini a scrivere a Hitler per chiedergli un incontro dove poter discutere dell'allarmante situazione bellica italiana, ma la lettera non fu mai recapitata. Il Führer, che riceveva quotidianamente dettagliate informazioni e dossier anche dal suo ambasciatore in Vaticano e agente di Himmler, Eugen Dollmann, era preoccupato sia dell'apatia del duce sia della cocente catastrofe militare in Italia, e chiese egli stesso di incontrarlo il prima possibile. L'incontro fra Mussolini e Hitler detto "di Feltre" - ma tenutosi in realtà a San Fermo, frazione di Belluno - si sarebbe svolto nella villa del senatore Achille Gaggia.
Due giorni prima dell'incontro tra i due dittatori, programmato per il 19 luglio, Heinrich Himmler ricevette un'informativa che anticipava le manovre in corso per deporre il Duce e sostituirlo con Pietro Badoglio. Il giorno prima Ambrosio fece un ultimo tentativo di coinvolgere il duce nello sganciamento dell'Italia dalla Germania, tanto da dirgli chiaramente che il suo dovere consisteva nell'uscire dal conflitto nei prossimi 15 giorni. Ciò dimostrerebbe che, ancora nell'imminenza dell'incontro di Feltre, il Capo di Stato maggiore contasse sull'iniziativa di Mussolini.
All'incontro con Hitler, per discutere la situazione e le possibili contromisure, si presentarono Mussolini, Ambrosio e il sottosegretario Bastianini, membro del Gran Consiglio. Oltre a Hitler, la delegazione tedesca era formata dai generali dell'OKW, tra cui Wilhelm Keitel, Enno von Rintelen e Walter Warlimont, ma erano assenti Göring e von Ribbentrop, segno che i tedeschi erano concentrati sugli aspetti militari della situazione in corso. I tedeschi avevano perduto fiducia negli italiani e volevano solamente occupare militarmente il prima possibile l'Italia settentrionale e centrale, lasciando l'esercito italiano solo a difendere il paese dagli Alleati. Per di più, essi proposero che il comando supremo dell'Asse nella penisola fosse preso da un generale tedesco, possibilmente Erwin Rommel, presente all'incontro.
Le prime due ore dell'incontro furono occupate dal consueto monologo di Hitler, che incolpava gli italiani per la loro fiacca performance militare e chiedendo di applicare misure draconiane: Mussolini fu perfino incapace di proferire parola. La riunione fu improvvisamente interrotta, a mezzogiorno, quando il segretario particolare di Mussolini entrò nella sala e consegnò a quest'ultimo un foglio che il duce lesse ad alta voce e tradusse in tedesco, nel quale c'era scritto che «in questo momento il nemico sta violentemente bombardando Roma». Riprendendo il discorso, Hitler comunicò che il Reich si stava dotando di armamenti innovativi che sarebbero stati decisivi per la vittoria finale, in particolare "due nuove armi", sulle quali però non volle fornire dettagli, che i tedeschi avevano intenzione di usare nel successivo inverno contro gli inglesi, contro le quali non ci si poteva difendere.
Durante la pausa per il pranzo, Ambrosio e Bastianini fecero pressione sul duce affinché informasse il Führer che era necessaria una soluzione politico-diplomatica alla guerra. Secondo Bastianini, Ambrosio pose a Mussolini un "ultimatum", intimandogli di uscire dalla guerra in quindici giorni. Al che Mussolini replicò che era da mesi tormentato dai dubbi circa l'abbandono dell'alleanza con la Germania o la continuazione della guerra senza peraltro essere ancora giunto ad una soluzione. Disse loro che un dubbio lo assillava soprattutto: «Quale atteggiamento prenderebbe Hitler? Credete forse che egli ci lascerebbe libertà d'azione?».
Dopo il pranzo, Mussolini lasciò l'incontro, che sarebbe dovuto durare tre giorni, perché non riusciva più a trovare le forze - fisiche e psichiche - per proseguire i colloqui. Le delegazioni tornarono a Belluno in treno e, dopo aver salutato Hitler, Mussolini tornò a Roma nel pomeriggio con il suo aereo personale: dall'alto egli poté vedere i quartieri orientali di Roma che ancora bruciavano.
Nel frattempo, nel giugno 1943 era giunta alla principessa Maria José la risposta positiva del dittatore portoghese Salazar circa la sua disponibilità a fare da intermediario per la conclusione della pace tra gli alleati e l'Italia. Proprio il 19 luglio, quindi, il diplomatico individuato dalla principessa, Alvise Emo Capodilista, poté partire per Lisbona per prendere contatto con gli inglesi ma il succedersi degli avvenimenti resero infruttuoso tale tentativo.
Dopo il fallimento dell'incontro di Feltre, l'azione del Capo di Stato Maggiore generale e del suo entourage fu definitivamente indirizzata alla sostituzione del capo del governo. Il 20 luglio, Mussolini incontrò Ambrosio due volte: durante la seconda visita, di sera, il duce gli comunicò che aveva deciso di scrivere a Hitler confessandogli la necessità dell'Italia di abbandonare l'alleanza. Ambrosio, indignato per l'opportunità persa di fare ciò a Feltre, rassegnò le proprie dimissioni, che furono rigettate dal duce. In realtà, tra i due incontri, Ambrosio aveva saputo dal ministro della Real Casa, con il quale manteneva un filo diretto, la decisione del sovrano di procedere alla destituzione di Mussolini e alla sua sostituzione con Badoglio.
Fu allora che Ambrosio lasciò mano libera ai suoi collaboratori Castellano e Carboni di elaborare un piano per arrestare Mussolini, una volta destituito. Tuttavia Vittorio Emanuele III avrebbe rotto gli indugi solo una volta approvato dal Gran consiglio del Fascismo l'ordine del giorno Grandi del 25 luglio, che rimetteva nelle sue mani il comando supremo delle forze armate.

### Il piano di Grandi e il ruolo di Vittorio Emanuele III
L'OdG era diviso in 3 parti: cominciava con un lungo messaggio retorico, che si appellava alla nazione e alle forze armate, elogiandole per la loro resistenza agli invasori. La seconda parte chiedeva la restaurazione delle istituzioni e delle leggi pre-fasciste. La fine del documento era un appello al re: egli avrebbe assunto i supremi poteri civili e di guerra, secondo l'articolo 5 dello Statuto Albertino, ossia la costituzione del Regno.

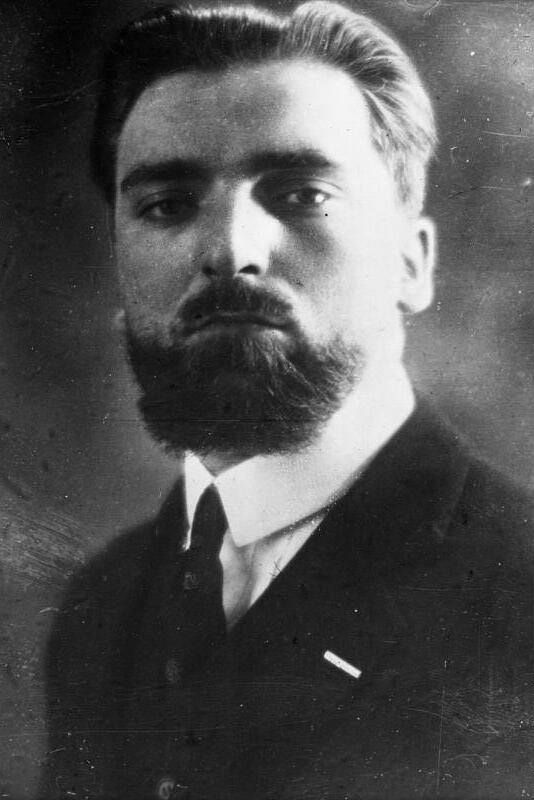
Dino Grandi

La parte originaria dell'ordine del giorno sui poteri del Gran consiglio, poi rimossa, dimostrava che il massimo collegio del fascismo aveva il potere legale di deporre Mussolini. Secondo i costituzionalisti, le leggi fascistissime del 1925 avevano torto la Costituzione, ma non l'avevano obliata. A causa di queste leggi, il Duce comandava sul Paese per conto del Re, che rimaneva sempre la fonte del potere esecutivo. Tenuto conto di ciò, se il Gran consiglio, trait d'union tra il fascismo e lo Stato, passava una mozione di sfiducia al dittatore, il re era legittimamente titolato a rimuoverlo e a nominare un successore per un nuovo governo.
Dino Grandi, in quei giorni, fu il solo gerarca che aveva un chiaro piano per uscire dall'impasse. A suo parere bisognava deporre Mussolini, poi lasciare al re il compito di formare un governo senza fascisti e contemporaneamente attaccare l'esercito tedesco in Italia. Solo così si sarebbe potuto sperare di mitigare le dure condizioni decise dagli Alleati alla Conferenza di Casablanca per i paesi nemici.
Il 20 luglio Grandi decise di passare all'azione. Con le strade e le ferrovie danneggiate dai bombardamenti, lasciò Bologna portando con sé una prima bozza di ordine del giorno, da presentare al Gran consiglio. Per Grandi l'approvazione dell'ordine del giorno era il grimaldello che il re attendeva per agire. Raggiunse Roma solo il giorno dopo e il mattino del 21 luglio incontrò Carlo Scorza, il nuovo segretario del partito, che gli disse che Mussolini aveva deciso di convocare la seduta del Gran consiglio per la sera di sabato 24. Mussolini aveva sorprendentemente acconsentito a riunire la suprema assemblea del fascismo, che non era più stata convocata dal 1939, a seguito di una richiesta di diversi fascisti guidati da Roberto Farinacci. Costoro, dopo essersi riuniti nei giorni precedenti (13 e 16 luglio) nella sede principale del partito in Piazza Colonna, avevano deciso di andare da Mussolini a Palazzo Venezia per chiedergli di convocare una riunione del Gran consiglio. Grandi illustrò a Scorza il suo ordine del giorno (nel testo non ancora definitivo) e, sorprendentemente, il segretario del Partito disse che l'avrebbe sostenuto. Scorza chiese a Grandi una copia del documento per il duce e la ottenne. Farinacci e Scorza, tuttavia, partivano da premesse opposte rispetto a Grandi. Mentre Grandi propendeva per ricondurre i poteri di guerra al re, Farinacci e Scorza optavano per la soluzione totalitaria al fianco della Germania. Scorza riteneva, come Farinacci, che la soluzione stesse nell'"imbalsamazione" politica di Mussolini e nella guerra totale. Mentre il primo credeva che il potere potesse essere assunto direttamente dal Partito fascista, nonostante fosse stato screditato negli anni precedenti, Farinacci agiva in stretta collaborazione coi tedeschi. Ma nessuno dei gerarchi "moderati" disponeva di sufficiente forza politica per condurre l'operazione in porto e Farinacci era isolato.
Nel pomeriggio, Grandi e Luigi Federzoni, già leader nazionalista e suo stretto alleato, fecero dei sondaggi per scoprire quanti tra i 27 membri del Gran consiglio avrebbero votato il suo documento. Stimarono che quattro erano a favore, sette contrari e sedici indecisi. Il problema di Grandi era che non poteva rivelare agli altri le concrete conseguenze che si attendeva con l'approvazione del suo ordine del giorno: la rimozione di Mussolini, la fine del Partito fascista, e la guerra alla Germania. Solo un paio di gerarchi possedevano l'intelligenza politica per comprenderne la portata. Gli altri ancora speravano che Mussolini, che aveva deciso per loro negli ultimi ventun anni, avrebbe prodotto un miracolo. Di conseguenza, la bozza dell'ordine del giorno Grandi era scritta in termini vaghi, lasciando a ognuno la sua libera interpretazione.
Il mattino del 22 luglio ebbe luogo l'incontro tra il re e Mussolini, che voleva riportargli l'esito del vertice di Feltre. Il contenuto della conversazione rimane sconosciuto, ma secondo lo storico Renzo De Felice, è possibile che il duce sia uscito convinto di aver placato le paure del re. Alle 17:30 dello stesso giorno, Grandi andò a Palazzo Venezia; la ragione ufficiale era la presentazione a Mussolini del suo nuovo libro. La durata programmata era di soli 15 minuti, poiché attendeva di essere ricevuto il feldmaresciallo Albert Kesselring. L'incontro invece si protrasse fino alle 18:45. Benché nel 1944, nelle sue Memorie, Mussolini abbia negato che si fosse parlato dell'ordine del giorno Grandi, ciò è inesatto. Il presidente della Camera dei fasci glielo mostrò di propria iniziativa, non volendo che il suo operato apparisse come una congiura alle spalle di Mussolini. Non è escluso che Grandi valutasse la possibilità che il capo del governo rassegnasse le dimissioni per evitare la catastrofe e l'umiliazione, di modo che il Gran consiglio sarebbe stato superfluo. Il duce disse che quell'ordine del giorno era inammissibile e codardo e che le sue conclusioni circa la sconfitta dell'Italia erano errate, avendo la Germania avviato la produzione di armi segrete che avrebbero ribaltato il corso del conflitto. Poi, Mussolini incontrò Kesselring e Chierici, il capo della polizia.
Lo stesso 22 luglio, una mozione di 61 senatori che chiedeva di convocare il Senato fu bloccata da Mussolini: il primo firmatario, senatore Grazioli, insistette invano con il presidente Giacomo Suardo ancora il 23 luglio, quando apparve chiaro che il duce aveva preferito come terreno di scontro il Gran consiglio.
Nei giorni successivi, a casa di Federzoni, Grandi contattò gli altri consiglieri chiedendo loro di unirsi nella sua azione. Nel tempo rimasto prima della fatale riunione, da Bottai, il presidente della Camera lesse l'ordine del giorno a Ciano che espresse parere favorevole. Grandi rimaneva riluttante ad associarlo, conoscendo la superficialità e l'incostanza del genero di Mussolini; ma Ciano insistette. Allora Federzoni, De Marsico, uno dei più insigni giuristi d'Italia, Bottai e lo stesso Ciano modificarono la bozza rimuovendo l'introduzione interpretativa che spiegava le funzioni del Gran consiglio. Dai diari di Giuseppe Bottai si ricava anche che fu in questa fase che venne introdotta la parte più incisiva del testo, ovvero l'invocazione dell'articolo 5 dello Statuto Albertino.
Dopo ciò, Grandi ricevette nel suo ufficio al Parlamento Farinacci, al quale mostrò il suo ordine del giorno. Il convenuto gli disse che approvava la prima parte del documento, ma non concordava su tutto il resto. Per Farinacci i poteri di guerra avrebbero dovuto essere trasferiti direttamente ai tedeschi, e l'Italia avrebbe dovuto impegnarsi totalmente nella guerra disfacendosi di Mussolini e della vecchia generalità devota alla monarchia. Alla fine anch'egli, come Scorza, chiese a Grandi una copia del suo ordine del giorno, e pure lui lo utilizzò per redigerne uno proprio. Quest'ultimo era identico a quello di Grandi per quanto riguardava l'appello al re affinché assumesse il comando delle forze armate, ma era imperniato sulla dichiarata volontà di «rimanere fermi all'osservanza delle alleanze concluse» e sul «ripristino integrale» di tutti gli organi dello Stato, compresi il partito e le Corporazioni, che Grandi invece aveva omesso.
Anche Scorza redasse un suo ordine del giorno. Nella sera del 23 luglio, convocò nella sede del partito i suoi quattro vicesegretari e presentò loro il suo testo, nel quale, però, non si faceva cenno alla restituzione dei poteri militari alla Corona.

## Eventi del 24-25 luglio 1943

### La notte del Gran consiglio
Il Gran Consiglio del Fascismo
riunendosi in questi giorni di supremo cimento, volge innanzitutto il suo pensiero agli eroici combattenti di ogni armata che, a fianco a fianco con la fiera gente di Sicilia, di cui più alta risplende l’univoca fede del popolo italiano, rinnovano le nobili tradizioni di strenuo valore e di indomito spirito di sacrificio delle nostre gloriose Forze Armate.

Esaminata la situazione interna ed internazionale, e la condotta politica e militare della guerra,
il dovere per tutti gli Italiani di difendere ad ogni costo l’unità, l’indipendenza, la libertà della Patria, i frutti dei sacrifici e degli sforzi di quattro generazioni dal Risorgimento ad oggi, la vita e l’avvenire del popolo italiano;
la necessità dell’unione morale e materiale di tutti gli italiani in quest’ora grave e decisiva per i destini della Patria;
che a tale scopo è necessario l’immediato ripristino di tutte le funzioni statali, attribuendo alla Corona, al Gran Consiglio, al Governo, al Parlamento, alle
corporazioni, i compiti e le responsabilità stabilite dalle nostre leggi statutarie e costituzionali;
il Capo del Governo a pregare la Maestà del Re, verso la quale si rivolge fedele e fiducioso il cuore di tutta la Nazione, affinché Egli voglia, per l’onore e la salvezza della Patria, assumere, con l’effettivo comando delle Forze Armate di terra, di mare e dell’aria, secondo l’articolo cinque dello statuto del Regno, quella suprema iniziativa di decisione che le nostre istituzioni a lui attribuiscono e che sono sempre state, in tutta la nostra storia nazionale, il retaggio glorioso della nostra Augusta Dinastia di Savoia.
Alle 17 del 24 luglio 1943 i 28 membri del Gran consiglio del fascismo si incontrarono attorno a un massiccio tavolo a forma di U nella "Sala del Pappagallo" di Palazzo Venezia. I consiglieri erano tutti in uniforme fascista con sahariana nera. Mussolini entrò dalla sala del Mappamondo, il suo ufficio, insieme con il segretario del Partito Nazionale Fascista (PNF) Carlo Scorza. Il capo del regime teneva sotto braccio una cartella di cuoio contenente i fogli della sua relazione d'apertura. Al suo ingresso, Scorza, come di rito, lanciò il «Saluto al Duce!» ed i presenti risposero «A Noi!. Il posto di Mussolini era un'alta sedia situata nella pedana centrale e il suo tavolo era decorato con un drappo rosso coi fasci. Per la prima volta nella storia del Gran consiglio, né le guardie del corpo di Mussolini - i moschettieri del Duce - né un distaccamento dei battaglioni M erano presenti nel massiccio palazzo rinascimentale. Il segretario del PNF Scorza effettuò l'appello cominciando da Acerbo. Grandi richiese a Scorza la presenza di uno stenografo, ma Mussolini si oppose; ufficialmente nessun verbale fu redatto.
Gli iscritti a parlare erano: Emilio De Bono, Giuseppe Bottai, Dino Grandi, Gaetano Polverelli, Galeazzo Ciano, Roberto Farinacci, Alfredo De Marsico, Luigi Federzoni ed Annio Bignardi. Il capo del fascismo, presiedendo la riunione, iniziò a parlare per primo. Il suo discorso introduttivo fu centrato sulla situazione bellica. Affermò che la guerra era giunta ad una fase estremamente critica in quanto, a seguito dell'invasione del territorio metropolitano, si stava verificando un fatto mai preso in considerazione. Passò quindi a parlare del comando militare. Il capo del regime continuò l'esposizione della propria tesi secondo la quale la responsabilità della sconfitta, che si andava velocemente profilando, era da attribuire solo alla reticenza, all'equivoco, alla menzogna dei militari. 
Mussolini proseguì nell'esame della situazione strategica: valutò le misure da prendere contro la prevista invasione della Sardegna e la possibilità di resistere su nuove linee di forza. La lunga esposizione militare si prefiggeva, quale ultimo fine, quello di proporre al Gran Consiglio il dilemma tra la guerra o la pace. Non solo: poneva i presenti davanti ad un'ulteriore amletica scelta, dato che perorare la causa della pace poteva equivalere a porsi come traditori, mentre esortare alla guerra non avrebbe più consentito di criticare chi deteneva le leve del potere. Da qui la conclusione dell'intervento di Mussolini:
(Mussolini al termine del discorso introduttivo nella seduta del Gran Consiglio)
Dopo che Mussolini ebbe terminato, cedette la parola agli iscritti a parlare. Emilio De Bono cercò di difendere i militari, criticando alcune scelte ed alludendo ad errori commessi dai tedeschi. Lo interruppe Roberto Farinacci, che protestò per il diffondersi (a suo dire) di un atteggiamento di diffidenza verso l'Alleato, suscitando la reazione di De Bono che ribadì insistendo la propria posizione, ma poi si disperse in una confusa reprimenda contro i giovani.

Il terzo a prendere la parola fu Giuseppe Bottai. Fatta la premessa che il suo sarebbe stato un discorso esclusivamente politico, affermò: «la guerra è stata condotta male perché la politica non ha comandato sul professionismo e sulla tecnica. La guerra è andata male perché tu, essendoti isolato da noi, non sei stato capace di comandare e di farti obbedire».
Prese poi la parola Dino Grandi. Fece un'analisi della tragedia che il regime e l'Italia stavano attraversando. La requisitoria di Grandi suscitò profonda impressione, soprattutto perché basata esclusivamente su fatti, constatazioni ed argomentazioni di carattere politico. Grandi diede un saggio delle sue grandi capacità oratorie: dissimulando abilmente lo scopo reale del suo ordine del giorno, si produsse in un elogio sia di Mussolini sia del re. Fu un discorso dai toni appassionati, che tenne avvinto l'uditorio per quasi un'ora. Chiese in conclusione il ripristino «di tutte le funzioni statali» e invitò Mussolini a restituire il comando delle forze armate al re. Le parole di Grandi, a parere di Alfieri, segnarono il punto di svolta della riunione del Gran Consiglio.
Tutti i presenti si aspettavano un intervento di Mussolini. Invece il capo del regime, impassibile, diede la parola ai successivi iscritti a parlare: Gaetano Polverelli (ministro della Cultura popolare) e Galeazzo Ciano. Quest'ultimo fece presente la poca considerazione in cui l'Italia era tenuta dall'alleato germanico: «la nostra lealtà non fu mai contraccambiata. Ogni accusa di tradimento fatta dai tedeschi a noi potrebbe essere incontrovertibilmente ritorta. Noi non saremmo, in ogni caso, dei traditori, ma dei traditi». 

A questo punto anche Roberto Farinacci presentò il suo Ordine del giorno. Dichiarò di appoggiare in parte la richiesta di Grandi di «chiedere alla Maestà del Re […] perché voglia assumere l'effettivo comando di tutte le Forze armate», ma se ne discostò ampiamente su altri punti, quali l'estrema difesa, la fedeltà all'Asse e l'immutata fedeltà al Fascismo. Farinacci chiamò più volte in causa il Duce, sia per ricordargli la sua fedeltà sia per criticare alcune nomine, non felici, dei suoi stretti collaboratori.

Mussolini, sollecitato più volte dagli oratori che si erano succeduti, prese la parola per il suo secondo intervento, incentrato sul Partito e sulla Corona. Disse che, da un lato era vero che il Partito non godeva di buona salute e si rendeva necessaria un'energica azione di ringiovanimento. Confermò la sua più sentita deferenza verso il Re, confermando l'esistenza della diarchia Duce-Re. Ma si dichiarò contrario ad un ritorno tout-court allo Statuto Albertino. Mussolini era disponibile a restituire i poteri militari – ci aveva già pensato – ma attendeva per farlo un momento favorevole del conflitto. Successivamente Carlo Scorza diede lettura di due missive indirizzate a Mussolini in cui il segretario del partito chiedeva al duce di lasciare la direzione dei tre dicasteri militari (Guerra, Marina e Aeronautica). I presenti rimasero molto colpiti, sia dal contenuto, sia dal fatto stesso che Mussolini avesse autorizzato Scorza a leggerle in quella sede.
Si susseguirono gli interventi di Alfredo De Marsico, Luigi Federzoni ed Annio Bignardi. Quando Bignardi ebbe concluso il suo intervento erano già passate le 23. La seduta era in corso da sei ore. Mussolini propose il rinvio della discussione al giorno dopo. Ciò destò le rimostranze di Grandi, che chiese invece che i lavori proseguissero. Mussolini decise per una sospensione di mezz'ora. Dino Grandi approfittò dell'intervallo per raccogliere le firme a favore del proprio ordine del giorno. In venti apposero la loro firma.

Da parte sua, Mussolini rientrò nella sala del Mappamondo in compagnia di Scorza e dell'ambasciatore a Berlino Alfieri e riflettè con loro sull'andamento della seduta. Comprese che l'Ordine del giorno Grandi avrebbe ottenuto dei consensi. Ma Mussolini voleva che si votasse un ordine del giorno del Partito ed ordinò a Scorza di metterlo per iscritto. Ad Alfieri il compito di informare il Duce su quanto stava accadendo a Berlino.
Passata la mezzanotte, Mussolini rientrò nella Sala del Pappagallo. Il capo del regime diede la parola a coloro che si erano iscritti. Fu il turno di coloro che erano contrari all'Ordine del giorno Grandi. Si susseguirono gli interventi di Antonino Tringali Casanuova, Enzo Galbiati, Carlo Alberto Biggini ed Ettore Frattari. Galbiati, in particolare, dichiarò che è solo «nelle mani del Duce che noi abbiamo fatto il nostro giuramento ed è soltanto il suo comando che noi riconosciamo», escludendo ogni altra possibile alternativa. Sulla stessa linea gli interventi di Carlo Alberto Biggini ed Ettore Frattari. Invece Luciano Gottardi annunciò il suo voto favorevole.
Ciò spinse Mussolini a pronunciare il suo terzo intervento, nel corso del quale fece alcune importanzi precisazioni in ordine alla responsabilità di ciascuno dei presenti, in vista del voto finale sull'Ordine del giorno Grandi. In un breve intervento, con tono di voce pacato ma tagliente, consapevole dell'importanza decisiva della posta in gioco, affermò:
E concluse con queste parole: «Il Re, del quale sono stato per venti anni fedele servitore, può dirmi, quando gli racconterò domani quello che è avvenuto stanotte: “la guerra è pervenuta ad una fase critica. I vostri vi hanno abbandonato. Ma il Re, che vi è sempre stato vicino, rimane con voi”. Questo sono certo che mi dirà il Re. Ed allora, quale sarà la vostra posizione? Fate attenzione signori!».
Poi Mussolini diede la parola al segretario del PNF Carlo Scorza. Dichiarando fin da subito la contrarietà all'Ordine del giorno Grandi, diede lettura dell'Ordine del giorno del Partito che nelle intenzioni di Mussolini, avrebbe dovuto unificare le intenzioni sue e dei consiglieri. L'unica soluzione possibile era quella della «resistenza ad ogni costo». Scorza prospettò poi un cambio della guardia nel vertice militare facendo il nome del generale Graziani come possibile nuovo Capo di Stato Maggiore Generale.
Quindi, mentre Mussolini aveva impostato la sua dialettica sul porre il dilemma «guerra o pace», Scorza fece una netta scelta di campo: guerra. A questo punto non ci fu più la possibilità di mediare ed a nulla valsero gli interventi successivi, quale quello di Giacomo Suardo e di Tullio Cianetti, che cercarono di abbozzare una mediazione. Lo stesso Mussolini si rese conto che non aveva margini di trattativa: l'unico suo vantaggio poteva essere quello di dissociarsi dall'odg Grandi, cioè dalla scelta della pace, ma doveva comunque accettare la volontà della maggioranza.
Fu così che Dino Grandi sollecitò il voto per appello nominale. In tutte le altre riunioni del Gran Consiglio il Duce prendeva la parola per ultimo, dettava la linea e chiudeva l'incontro. Ma dietro l'esplicita richiesta del consigliere e, assodato che non era più possibile mediare tra le parti, non gli rimase che accondiscendere alla richiesta.
Gli Ordini del giorno presentati erano tre, rispettivamente a firma di Grandi, Farinacci e Scorza. La scelta di quale votare per primo spettava al Duce. Mussolini considerò che se avesse messo ai voti per primo l'odg di Scorza, presentato per ultimo, i presenti l'avrebbero considerato come un sopruso. D'altra parte era convinto che l'odg Grandi non avrebbe ottenuto la maggioranza. Decise quindi di mettere ai voti per primo quello di Grandi, poi passare a quello di Farinacci (che sarebbe stato votato dal solo Farinacci) e di finire con quello di Scorza, confidando che sarebbe passato. Ma sbagliò previsione.

### La votazione
I 28 componenti del Gran consiglio furono chiamati a votare per appello nominale.
La votazione sull'ordine del giorno Grandi si concluse con:
- 19 voti a favore: Emilio De Bono (quadrumviro), Cesare Maria De Vecchi (quadrumviro), Dino Grandi (presidente della Camera dei fasci e delle corporazioni), Alfredo De Marsico (ministro di grazia e giustizia), Giacomo Acerbo (ministro delle finanze), Carlo Pareschi (ministro dell'agricoltura e delle foreste), Tullio Cianetti (ministro delle corporazioni),[49] Giuseppe Bastianini (sottosegretario agli esteri),[50] Umberto Albini (sottosegretario agli interni),[50] Luigi Federzoni (presidente dell'Accademia d'Italia), Giovanni Balella (presidente della Confederazione industriali), Luciano Gottardi (presidente della Confederazione dei lavoratori dell'industria), Annio Bignardi (presidente della Confederazione dei lavoratori dell'agricoltura), Alberto de' Stefani, Edmondo Rossoni, Giuseppe Bottai, Giovanni Marinelli, Dino Alfieri, Galeazzo Ciano;
- 8 voti contrari: Carlo Scorza (segretario del PNF), Carlo Alberto Biggini (ministro dell'educazione nazionale), Gaetano Polverelli (ministro della cultura popolare), Antonino Tringali Casanuova (presidente del Tribunale speciale), Ettore Frattari (presidente della Confederazione agricoltori), Enzo Galbiati (capo di stato maggiore della Milizia Volontaria per la Sicurezza Nazionale), Roberto Farinacci (che, unico tra i presenti, votò per "l'ordine del giorno suo personale"), Guido Buffarini Guidi;
- 1 astenuto: Giacomo Suardo (presidente del Senato del Regno).

Dopo l'approvazione dell'ordine del giorno Grandi, Mussolini ritenne inutile porre in votazione le altre mozioni e tolse la seduta. Anche se non esiste il verbale ufficiale dell'assemblea, il testo completo e l'originale dell'ordine del giorno Grandi furono pubblicati nel 1965 dalla rivista «Epoca», grazie al ritrovamento dei documenti conservati da Nicola De Cesare, segretario personale di Mussolini.
Alle 2:40 del 25 luglio i presenti lasciarono la sala.

### Il presunto verbale manoscritto della seduta

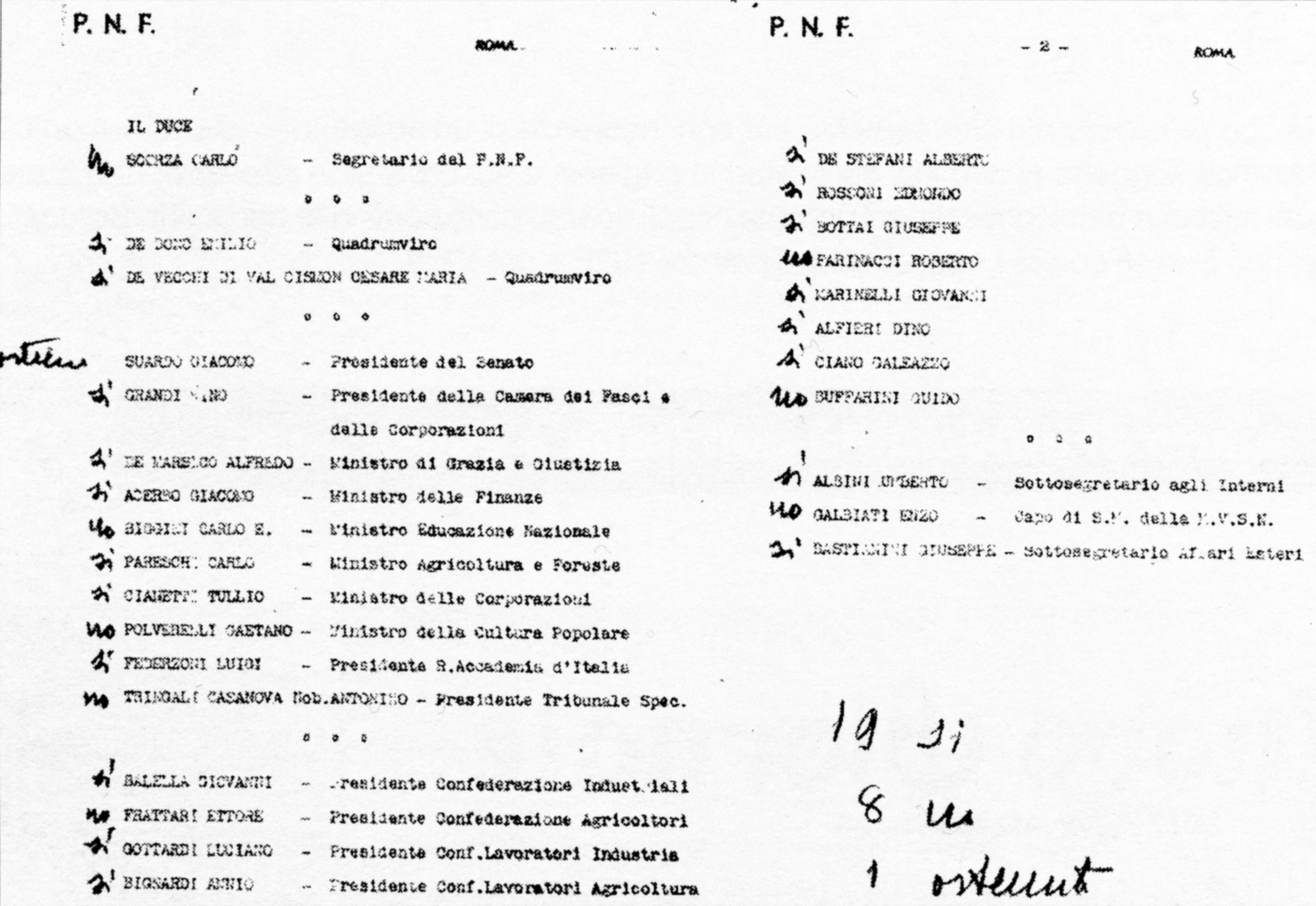
Verbale della votazione sull'O.d.G. Grandi.

Nel 2013 è stato rinvenuto dal documentarista storico Fabio Toncelli, nel corso delle riprese per il suo documentario Mussolini 25 luglio 1943: la caduta (trasmesso dalla Rai), un presunto verbale manoscritto della seduta, in cui a margine è riportato che sarebbe stato trascritto in un "registro segreto della Corte dei conti il 4 agosto" successivo, ma non è dato di capire se e chi lo abbia materialmente redatto.
In esso si descrive un "clima incandescente, con aspri scontri verbali": addirittura si riporta di un gerarca che avrebbe estratto la pistola. Di questa descrizione della seduta aveva già ricevuto notizia il De Felice, che l'aveva riportata in una nota del suo volume Mussolini: l'alleato, senza però riuscire a trovare ulteriori documenti a conferma.
Però lo stesso Toncelli, che ha mostrato per la prima volta davanti alle telecamere il documento, a un esame più attento, ha messo in evidenza un dettaglio errato: la data di redazione risulta essere quella del 25 luglio 1943 - XXII, cioè "XXII anno dell'era fascista". Questa, però, decorre dal 28 ottobre di ogni anno, anniversario della marcia su Roma del 1922; ne consegue che il 25 luglio 1943 era ancora parte del XXI anno dell'era fascista, non del XXII. Tale errore rende dubbia l'autenticità del documento, che è tuttora oggetto di valutazione da parte degli storici.

### L'arresto di Mussolini

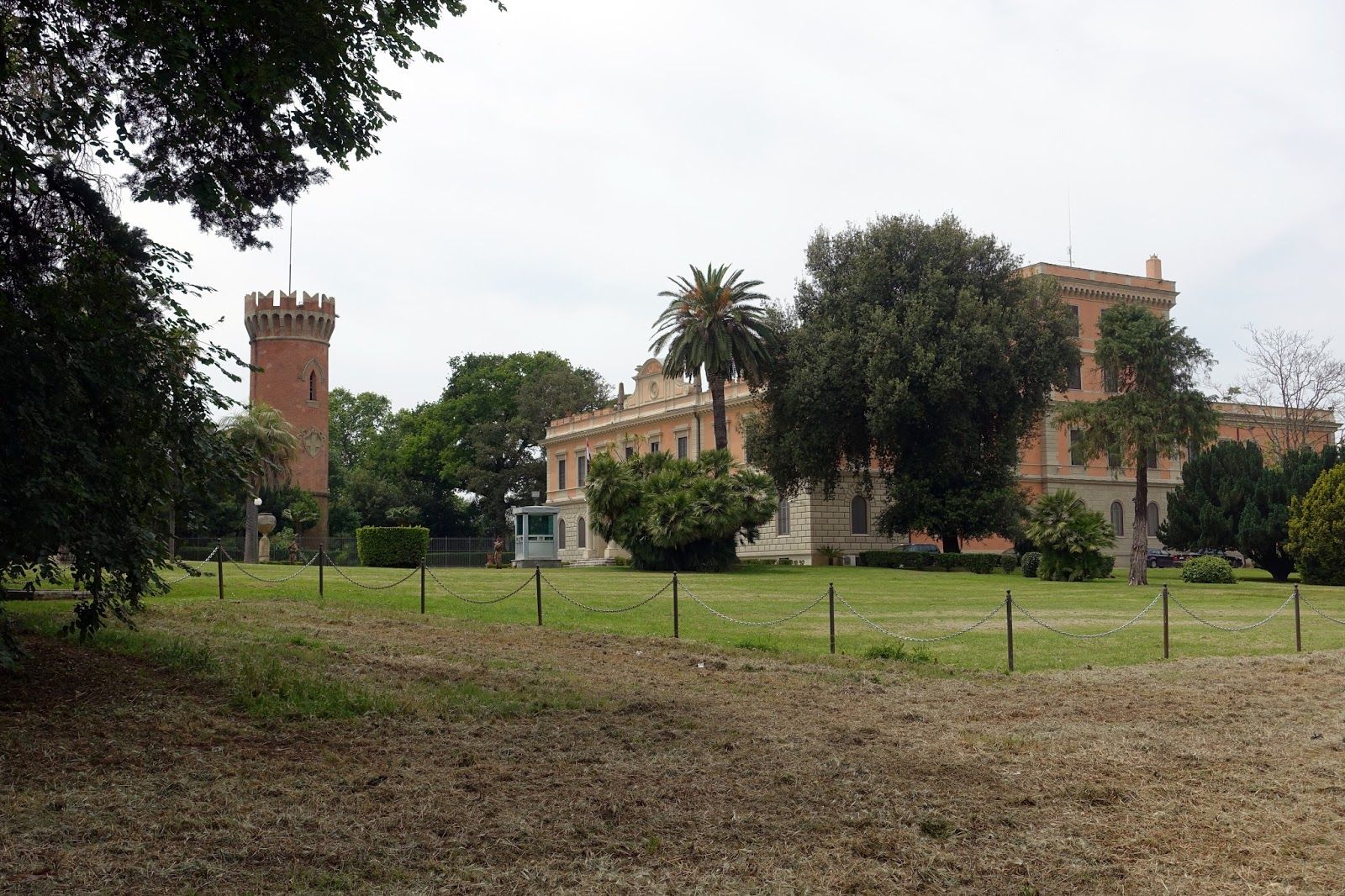
La Villa Reale a Villa Ada Savoia.

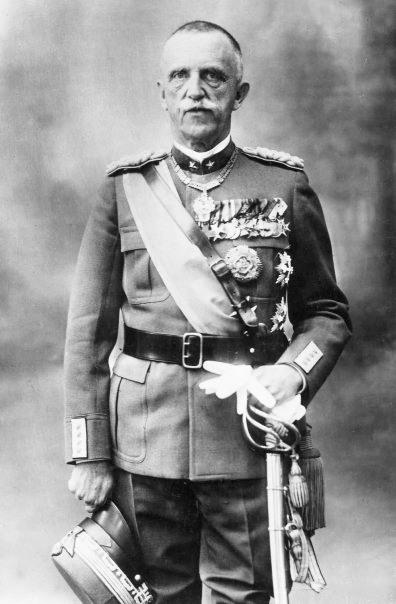
Vittorio Emanuele III

Nel prosieguo della nottata, Grandi si recò a Montecitorio, dove l'aspettava il duca D'Acquarone. Gli consegnò una copia dell'ordine del giorno approvato, debitamente firmato dai granconsiglieri ad esso favorevoli e gli fece il resoconto degli esiti della riunione. Suggerì la persona del generale Caviglia alla guida di un nuovo governo tecnico-politico senza la presenza di alcun membro del partito fascista. Intorno alle cinque del mattino, Acquarone relazionò a Vittorio Emanuele III che fece preparare il decreto che conferiva al maresciallo Pietro Badoglio l'incarico di formare il nuovo governo. Il re lo firmò intorno alle ore sette. I generali Ambrosio e Castellano furono incaricati di presentarlo al maresciallo d'Italia che lo accettò nel corso della mattinata, controfirmando l'apposito decreto.
La mattina di domenica 25 luglio, dopo essersi recato regolarmente nel suo studio di Palazzo Venezia per occuparsi degli affari correnti, Mussolini chiese al sovrano di poter anticipare l'abituale colloquio del lunedì. Il re fece sapere a Mussolini che lo avrebbe ricevuto alle 17:00, a Villa Savoia (all'epoca residenza privata del sovrano), raccomandandogli vivamente di indossare abiti civili.
Il piano che condusse all'arresto dell'ex capo del Governo fu elaborato dal generale Giuseppe Castellano insieme al generale Giacomo Carboni e con l'assenso del ministro della Real Casa Pietro d'Acquarone. Il Capo di Stato maggiore generale Vittorio Ambrosio, che era stato il principale fautore dell'iniziativa dei militari, era stato preventivamente informato sui dettagli dell'operazione e non pose obiezioni. Un'autoambulanza fu introdotta all'interno del grande parco di Villa Savoia, ove erano presenti circa cinquanta carabinieri per l'arresto di Mussolini. Il veicolo era stato scelto per non destare sospetti nell'ormai ex capo del governo e del fascismo sul suo pianificato arresto, ostentando il pretesto di proteggerlo da una reazione popolare che avrebbe potuto porre in pericolo la sua vita.
Il capitano dei carabinieri Paolo Vigneri venne convocato telefonicamente intorno alle ore 14:00 del 25 luglio dal tenente colonnello Giovanni Frignani e fu incaricato di eseguire l'arresto insieme al collega capitano Raffaele Aversa. Vigneri ricevette termini drastici per la consegna a ogni costo del catturando e, per portare a termine la missione, oltre che di Aversa, si avvalse di tre sottufficiali dei carabinieri (Bertuzzi, Gianfriglia e Zenon), i quali in caso di necessità erano autorizzati a usare le armi. I cinque carabinieri si recarono presso la villa e rimasero in attesa, fuori dall'edificio.
Alle ore 17:00 in punto, Mussolini si recò a Villa Savoia per il colloquio con il re, accompagnato dal segretario Nicola De Cesare, con sotto braccio una cartella che conteneva l'ordine del giorno Grandi, varie carte e la legge di istituzione del Gran consiglio, secondo cui l'organismo aveva solo carattere consultivo. Il colloquio tra i due durò circa venti minuti. Il re comunicò a Mussolini la sua sostituzione da capo del governo con il maresciallo d'Italia Pietro Badoglio; poi lo accompagnò all'uscita della residenza reale, essendo stato messo a conoscenza del piano dei militari nei confronti dell'ormai ex-duce e avendone dato l'approvazione.
Verso le 17:20 Mussolini uscì dalla villa e fu affrontato da Vigneri, che in nome del re gli chiese di seguirlo per «sottrarlo ad eventuali violenze della folla». Ricevuto un diniego, Vigneri prese per un braccio Mussolini ed eseguì l'arresto caricandolo sull'ambulanza militare che era già sul luogo. Mussolini, accompagnato da De Cesare, fu quindi condotto prima nella Caserma Podgora di Trastevere e dopo alcune ore tradotto nella caserma della Scuola allievi carabinieri a Prati, in via Legnano.
Questa la versione di Benito Mussolini, pubblicata postuma sul Meridiano d'Italia il 6 aprile 1947:

Festeggiamenti a Milano, il 26 luglio 1943, per la caduta di Mussolini e proclamazione del governo Badoglio

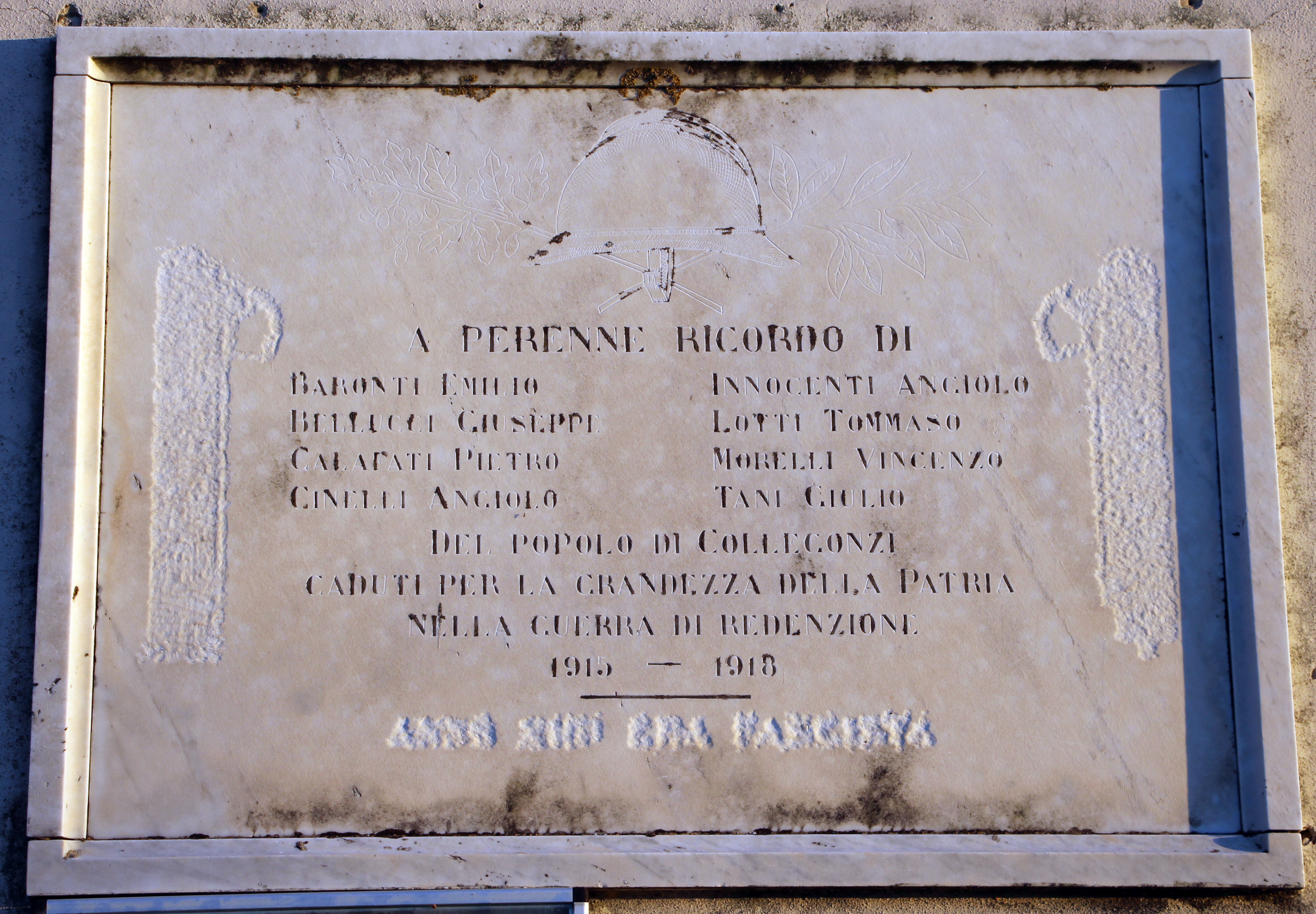
Una targa degli anni trenta in cui sono stati cancellati i simboli e i riferimenti al fascismo (Vinci)

La regina Elena ha raccontato in un'intervista del marzo 1950, pubblicata ne La storia illustrata del luglio 1983, i venti minuti in cui si consumò l'incontro tra Vittorio Emanuele III e Benito Mussolini, nonché la destituzione e l'arresto di quest'ultimo:
Per tutta la giornata del 25 luglio venne mantenuto uno strettissimo riserbo su quanto accaduto; solo alle 22:45 fu data la notizia della sostituzione del capo del governo. La radio interruppe le trasmissioni per diffondere il seguente comunicato:
Al comunicato il popolo di Roma si riversò nelle piazze e per le strade invocando libertà e pace. Seguì la lettura di due proclami da parte del re e di Badoglio: quest'ultimo, per non destare sospetti nei confronti dei tedeschi, finiva con queste parole:

## Conseguenze

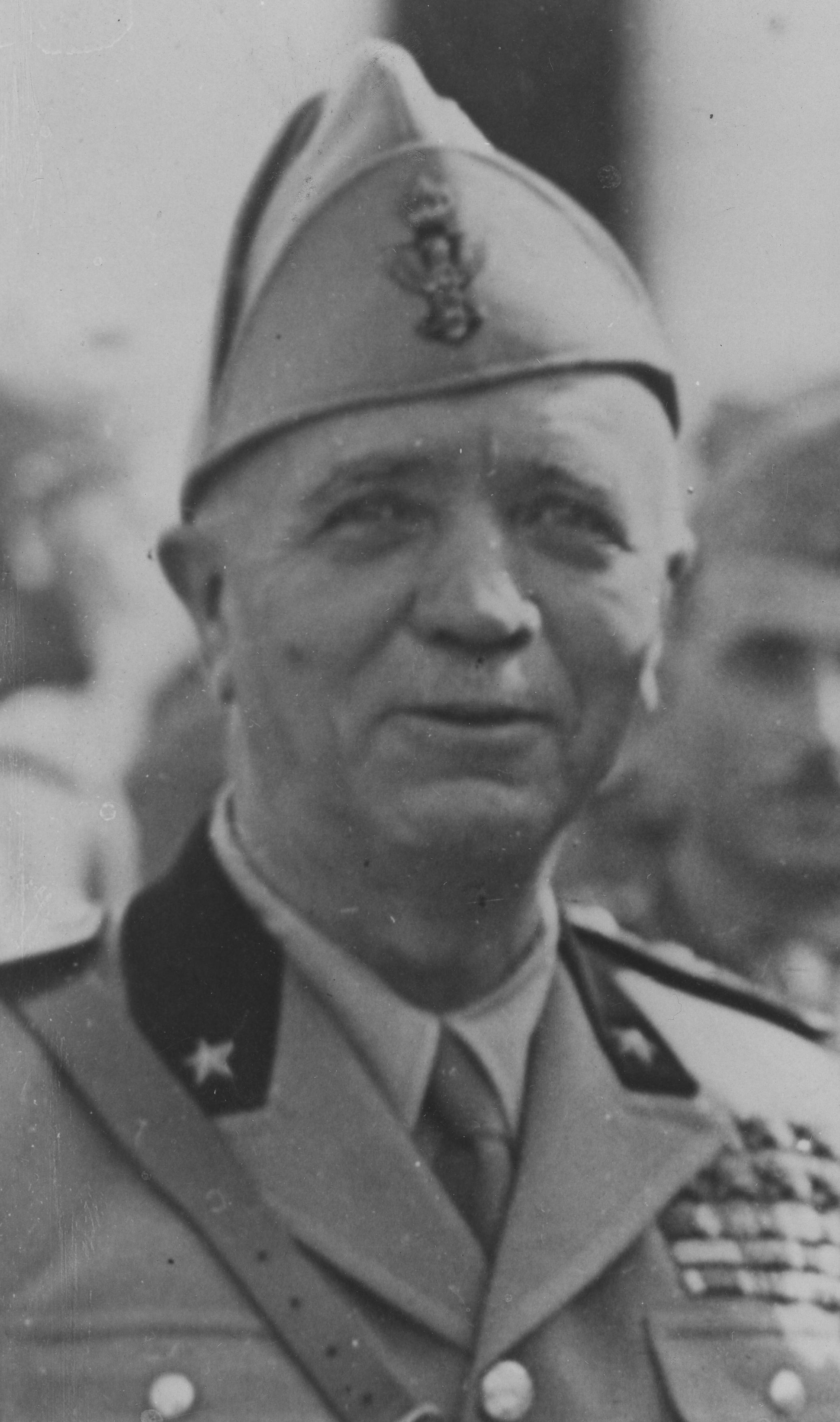
Pietro Badoglio (1871-1956)

L'indomani (lunedì 26 luglio) le prime pagine dei quotidiani pubblicarono con caratteri cubitali la notizia della nomina a nuovo capo del governo del maresciallo Badoglio. Solo la mattina del 27, martedì, la stampa diede notizia che il Gran consiglio, nella notte tra il 24 e il 25, aveva votato l'ordine del giorno di Dino Grandi con la conseguente assunzione dei poteri da parte del re.
Badoglio, nel corso della giornata del 26, compose la compagine di governo dopo aver sottoposto le sue scelte all'approvazione del re, che respinse ogni nominativo che non fosse strettamente tecnico o militare. Per la carica di ministro dell'Interno fu scelto Bruno Fornaciari, che già il 9 agosto fu sostituito da Umberto Ricci, entrambi prefetti. Al Ministero della guerra fu nominato il generale Antonio Sorice e agli Esteri l'ambasciatore Raffaele Guariglia. Quest'ultimo, peraltro, si trovava in servizio nella sua sede di Ankara e, pertanto, non poté assumere il nuovo incarico prima del 30 luglio.
Il primo obiettivo del nuovo capo del governo fu il mantenimento dell'ordine pubblico. Dietro ordine dello stesso Badoglio, il 26 luglio il Capo di stato maggiore dell'Esercito, gen. Mario Roatta, diramò una circolare telegrafica alle forze dell'ordine e ai distaccamenti militari la quale disponeva che chiunque, anche isolatamente, avesse compiuto atti di violenza o ribellione contro le forze armate o di polizia, o avesse proferito insulti contro le stesse e le istituzioni, sarebbe stato passato immediatamente per le armi. La circolare prescriveva inoltre che ogni militare impiegato in servizio di ordine pubblico che avesse compiuto il minimo gesto di solidarietà con i perturbatori dell'ordine, o avesse disobbedito agli ordini, o avesse anche minimamente vilipeso i superiori o le istituzioni, sarebbe stato immediatamente fucilato. Gli assembramenti di più di tre persone andavano parimenti dispersi, facendo ricorso alle armi e senza intimazioni preventive o preavvisi di alcun genere. Il 28 luglio, a Reggio Emilia, i soldati spararono sugli operai delle Officine Reggiane, facendo nove morti. Nello stesso giorno a Bari si contarono nove morti e 40 feriti. In totale, nei soli cinque giorni seguenti al 25 luglio, i morti in seguito a interventi di polizia ed esercito furono 83, i feriti 308, gli arrestati 1 500.
Mussolini avrebbe voluto andare agli arresti domiciliari nella sua residenza estiva alla Rocca delle Caminate vicino a Forlì; invece il 27 luglio fu portato al carcere dell'isola di Ponza. Poi fu trasferito, sempre in stato di detenzione, prima a La Maddalena e infine a Campo Imperatore, sul Gran Sasso.
Badoglio sottopose al re il provvedimento di soppressione del Partito Nazionale Fascista e di conseguenza del Gran consiglio stesso, con i due RDL 2 agosto 1943, nº 704 e 706. Con RDL nº 705 di pari data, inoltre, veniva sciolta la Camera dei fasci e delle corporazioni, stabilendo che entro quattro mesi dalla fine della guerra si sarebbero dovute svolgere le elezioni per la nuova Camera dei deputati. Venne dichiarato decaduto il Tribunale speciale e l'Istituto per la cultura fascista, abolite le leggi sul celibato, il saluto romano nelle forze armate e, in tutte le divise, i fasci littori furono sostituiti dalle stellette. La denominazione "fascista" venne rimossa dai nomi degli enti pubblici e il fascio littorio fu eliminato dai biglietti di banca.
Nei giorni seguenti il nuovo esecutivo iniziò a prendere contatti con gli alleati per trattare la resa. Poche settimane dopo, il 3 settembre, il governo Badoglio firmò con gli Alleati l'armistizio di Cassibile, che venne reso noto l'8 settembre dallo stesso Badoglio.

## Nella cultura di massa
- La caduta del fascismo è l'oggetto principale della serie tv in sei episodi, La lunga notte - La caduta del Duce, trasmessa su Rai 1 nel gennaio 2024.